# Miałkówek
Miałkówek (do 1922 Georgenthal) – wieś w Polsce położona w województwie mazowieckim, w powiecie gostynińskim, w gminie Gostynin. Leży nad jeziorem Lucieńskim.
Wieś zasiedlona przez kolonistów niemieckich na prawie holenderskim w końcu XVIII wieku. Miałkówek od początku swego istnienia nosił nazwę Georgenthal. Nazwa wywodziła się od niemieckiego imienia Georg oraz członu -thal (dolina). W 1827 roku mieszkały tu 162 osoby, a w 1881 było 173 mieszkańców. W 1922 roku zmieniono nazwę wsi na obecną.
Działała tu szkoła ewangelicka. Jedyną pozostałością po kolonistach jest cmentarz (zarośnięty i pozbawiony nagrobków) w centrum wsi. Nekropolię założono w drugiej połowie XIX wieku. Cmentarz ten był czynny do II wojny światowej, a po 1945 roku był systematycznie niszczony.
W latach 1975–1998 miejscowość administracyjnie należała do województwa płockiego.
Miejsce odbywania się obozów integracyjnych Wydziału Prawa i Administracji Uniwersytetu Warszawskiego, szerzej znanych jako "Lucień"
Nieopodal wsi znajduje się opuszczony ośrodek wypoczynkowy “Lucień” o oryginalnej architekturze: cztery okrągłe piętrowe budowle z atriami, spięte systemem przeszklonych pergol, które je łączą z głównym budynkiem.